# Voici le temps des imposteurs
Voici le temps des imposteurs est un roman de Gilbert Cesbron publié en 1972.

## Résumé
En 1944 les SS quittent Paris. Benoit, 24 ans, dans le Comité de libération avec Philippe et Marie, prend possession de l'immeuble du journal Le Soir qui reparait. Benoit et Philippe y sont embauchés. Benoit épouse Marie. Ils ont Fabrice vers 1947. Benoit créée Soir dimanche. Marie quitte Benoit vers 1955. Il lance le mensuel Nous en 1956. Le monde sort de l'après-guerre et se leurre d'impostures. Benoit épouse Jacqueline. Marie meurt d'un cancer. Philippe et Benoit se traitent d'imposteurs de métier. Philippe devient prof. Benoit prend Fabrice avec lui mais il se heurte à Jacqueline. Benoit le met en pension. Il fait mai 68 et Benoit le lui reproche. Vers 1972 Fabrice crée 2 journaux.